# Igreja de São Sebastião das Carvalheiras
A Igreja de São Sebastião das Carvalheiras é uma igreja situada na cidade de Braga, Portugal.
Localiza-se no alto de uma pequena elevação, junto da colina da Cividade, no preciso local onde outrora estava o cerne da cidade romana de Bracara Augusta.
A igreja foi fundada no final do século XV e foi reedificada no início do século XVIII, tendo sido benzida a 20 de Janeiro de 1717.
Datam dessa altura os azulejos que revestem as paredes interiores e narram a vida e o martírio de São Sebastião.
É uma igreja octagonal em estilo barroco, com a torre sineira nas traseiras, seguindo a tradição bracarense.